# Polityka systemowa
Polityka systemowa – kierunek z zakresu makroekonomicznej polityki gospodarczej, której celem jest zmiana lub ustanowienie nowych elementów i rozwiązań systemu gospodarczego.
Najczęściej systemowe cele pojawiają się w okresach gdy w gospodarce występują negatywne zdarzenia, które przyczyniają się spowolnienia lub wręcz do zahamowania rozwoju gospodarczego, podczas gdy organy polityki nie zauważają przyczyn problemu w błędach systemu gospodarczego. Natomiast w sytuacjach spokoju i stabilnego wzrostu cele systemowe dotyczą spraw nieistotnych lub mogą w ogóle nie występować.
Cele systemowe mogą dotyczyć:
- układu organizacyjnego gospodarki – zmiany struktury własnościowej w gospodarce, zakresu centralnych decyzji przedmiotowych czy powoływanie publicznych podmiotów systemu gospodarczego
- układu regulacji – zmiany w polityce gospodarczej dotyczące m.in. reguł systemu finansowego gospodarki, reguł pobudzania i zasilania podmiotów danego systemu

Pomiędzy ogłoszeniem celów polityki systemowej a ich realizacja upływa zwykle bardzo długo czasu (np. reformy gospodarcze w Polsce w okresie transformacji), co wynika to ze złożoności i skomplikowanej struktury aspektów (np. społecznych) dotyczących zakresu oddziaływania tej polityki.
Realizacja niektórych celów systemowych może następować nawet wtedy gdy nie jest ona oficjalnie ogłoszona i wyartykułowana.